# Pływanie na Letnich Igrzyskach Olimpijskich 1936 – 400 m stylem dowolnym mężczyzn
Wyścig na 400 metrów stylem dowolnym mężczyzn był jedną z konkurencji pływackich rozgrywanych podczas XI Igrzysk Olimpijskich w Berlinie. Wystartowało 34 zawodników z szesnastu reprezentacji.
Podobnie jak na dystansie 100 metrów stylem dowolnym, walka o złoto rozegrała się między amerykańskim rekordzistą świata a silnym japońskim trio. W odróżnieniu od rywalizacji na krótszym z dystansów, wynik wyścigu finałowego nikogo nie zaskoczył. Tryumfował reprezentant Stanów Zjednoczonych Jack Medica. Zwycięstwo jednak nie przyszło Amerykaninowi tak łatwo. Shunpei Uto z początku prowadził, a rekordzista świata gonił. Zrównali się dopiero na ostatnich 50 metrach, zaś prowadzenie Medica uzyskał dopiero na ostatnich dziesięciu.

## Rekordy
| Rekord świata     | Jack Medica (USA)   | 4:38,7 | Honolulu (USA)    | 30 sierpnia 1934 |
| Rekord olimpijski | Buster Crabbe (USA) | 4:48,4 | Los Angeles (USA) | 10 sierpnia 1932 |

## Wyniki

### Eliminacje
Awans uzyskiwało dwóch najlepszych z każdego wyścigu oraz dwóch najszybszych spośród zawodników na trzecich miejscach.
Wyścig 1
| Miejsce | Zawodnik       | Czas   | Uwagi |
| ------- | -------------- | ------ | ----- |
| 1.      | Hiroshi Negami | 4:52,6 | Q     |
| 2.      | John Macionis  | 4:57,1 | Q     |
| 3.      | Heinz Arendt   | 4:57,2 | q     |
| 4.      | Árpád Lengyel  | 4:57,7 |       |
| 5.      | Edmund Pader   | 5:16,9 |       |
| 6.      | Robert Hooper  | 5:17,2 |       |

Wyścig 2
| Miejsce | Zawodnik       | Czas   | Uwagi |
| ------- | -------------- | ------ | ----- |
| 1.      | Robert Leivers | 4:57,2 | Q     |
| 2.      | Otto Przywara  | 5:11,7 | Q     |
| 3.      | Aage Hellstrøm | 5:18,2 |       |
| 4.      | João Havelange | 5:31,5 |       |

Wyścig 3
| Miejsce | Zawodnik          | Czas   | Uwagi |
| ------- | ----------------- | ------ | ----- |
| 1.      | Shōzō Makino      | 4:51,3 | Q     |
| 2.      | Ralph Flanagan    | 4:54:7 | Q     |
| 3.      | Norman Wainwright | 5:03,6 |       |
| 4.      | Robert Hamerton   | 5:13,3 |       |
| 5.      | Jørgen Jørgensen  | 5:17,8 |       |
| 6.      | István Angyal     | 5:20,9 |       |
| 7.      | Werner Lehmann    | 5:36,8 |       |

Wyścig 4
| Miejsce | Zawodnik          | Czas   | Uwagi |
| ------- | ----------------- | ------ | ----- |
| 1.      | Ödön Gróf         | 4:59,4 | Q     |
| 2.      | Johann Freese     | 5:03,1 | Q     |
| 3.      | Heikki Hietanen   | 5:08,9 |       |
| 4.      | William Pearson   | 5:12,7 |       |
| 5.      | Aluizio Lage      | 5:18,3 |       |
| 6.      | Washington Guzmán | 5:19,1 |       |
| 7.      | Franz Seltenheim  | 5:38,3 |       |

Wyścig 5
| Miejsce | Zawodnik      | Czas   | Uwagi |
| ------- | ------------- | ------ | ----- |
| 1.      | Shunpei Uto   | 4:45,5 | Q     |
| 2.      | Jean Taris    | 4:53,9 | Q     |
| 3.      | Robert Pirie  | 4:56,0 | q     |
| 4.      | Poul Petersen | 5:20,3 |       |
| 5.      | Edmund Cooper | 5:53,8 |       |

Wyścig 6
| Miejsce | Zawodnik            | Czas   | Uwagi |
| ------- | ------------------- | ------ | ----- |
| 1.      | Jack Medica         | 4:55,9 | Q     |
| 2.      | Walter Ledgard, Sr. | 5:05,5 | Q     |
| 3.      | Pieter Stam         | 5:07,8 |       |
| 4.      | Manoel Villar       | 5:18,2 |       |
| 5.      | Hans Brenner        | 5:33,8 |       |

### Półfinały
Awans uzyskiwało trzech najlepszych z każdego wyścigu oraz najszybszy z zawodników na trzecich miejscach.
Półfinał 1
| Miejsce | Zawodnik       | Czas   | Uwagi |
| ------- | -------------- | ------ | ----- |
| 1.      | Shunpei Uto    | 4:48,4 | Q     |
| 2.      | Ralph Flanagan | 4:49,9 | Q     |
| 3.      | Hiroshi Negami | 4:55,4 | Q     |
| 4.      | John Macionis  | 4:56,4 |       |
| 5.      | Johann Freese  | 4:58,5 |       |
| 6.      | Robert Pirie   | 4:58,7 |       |
| 7.      | Ödön Gróf      | 5:01,9 |       |

Półfinał 2
| Miejsce | Zawodnik            | Czas   | Uwagi |
| ------- | ------------------- | ------ | ----- |
| 1.      | Shōzō Makino        | 4:48,2 | Q     |
| 1.      | Jack Medica         | 4:48,2 | Q     |
| 3.      | Jean Taris          | 4:53,6 | Q     |
| 4.      | Robert Leivers      | 4:55,7 | q     |
| 5.      | Heinz Arendt        | 5:13,4 |       |
| 6.      | Otto Przywara       | 5:14,9 |       |
| -       | Walter Ledgard, Sr. | DNS    |       |

### Finał
| Miejsce | Zawodnik       | Czas   |
| ------- | -------------- | ------ |
|         | Jack Medica    | 4:44,5 |
|         | Shunpei Uto    | 4:45,6 |
|         | Shōzō Makino   | 4:48,1 |
| 4.      | Ralph Flanagan | 4:52,7 |
| 5.      | Hiroshi Negami | 4:53,6 |
| 6.      | Jean Taris     | 4:53,8 |
| 7.      | Robert Leivers | 5:00,9 |